# Kagera (region)
Kagera – region (mkoa) w Tanzanii.
W 2002 roku region zamieszkiwało 1 791 451 osób. W 2012 ludność wynosiła 2 458 023 osoby, w tym 1 205 683 mężczyzn i 1 252 340 kobiet, zamieszkałe w 524 793 gospodarstwach domowych.
Region podzielony jest na 8 jednostek administracyjnych drugiego rzędu (dystryktów):
- Biharamulo District Council
- Bukoba Municipal Council
- Bukoba District Council
- Karagwe District Council
- Kyerwa District Council
- Missenyi District Council
- Muleba District Council
- Ngara District Council